# Comuna Zbójno
Comuna Zbójno este o comună (în poloneză: gmina) rurală în powiat Golub-Dobrzyń, voievodatul Cuiavia și Pomerania, Polonia.
Comuna acoperă o suprafață de 84,38 km² și are, potrivit datelor din anul 2006, o populație de 4.519.